# Пефтієв Володимир Павлович
Володимир Павлович Пефтієв (нар. 1 липня 1957) — білоруський бізнесмен, меценат і письменник.

## Біографія
Народився в місті Бердянську УРСР.

## Підприємницька діяльність
Був співвласником білоруського експортера озброєння та військової техніки ЗАТ «Белтехспорт». У 2012 році він продав свою частку та повністю припинив свою участь у діяльності зазначеної групи компаній.
Він також був співвласником «Спорт-Парі», оператора інтерактивних ігор. Іншим співвласником «Спорт-Парі» (через одну зі своїх компаній) був білоруський тенісист, олімпійський чемпіон Максим Мирний.
Був міноритарним акціонером мобільного оператора «velcom». Пізніше компанія була продана «A1 Telekom Austria Group» і почала працювати під брендом «A1».

### Офшори
Пефтієв згадувався в офшорних витоках Багамських островів у 2016 році: він нібито через посередника володів трьома компаніями на Багамських Островах.
У 2020 році розслідування The Times і Transparency Networks показало, що родина Пефтієвих володіла 12 квартирами в Лондоні загальною вартістю близько £18 млн. Цей портфель був придбаний через ряд офшорних компаній. Сім'я Пефтієвих не була під санкціями, і закупівлі не були порушенням санкцій.

## Санкції ЄС та їх скасування
У червні 2011 року Рада Євросоюзу внесла Пефтієва та його компанії «BT Telecommunications», «Белтекспорт», «Спорт-парі» до «чорного списку». У березні 2012 року санкції поширили на інші компанії Пефтієва: «Ділова мережа», «Системи інвестицій та інновацій», «Сен-Ко», «БТ Інвест», Малиновщизненський лікеро-горілчаний завод «Аквадів», «Белтех Холдинг», «Спецприборсервіс», «Техносюзприбор». При обґрунтуванні санкцій у рішенні Ради від 15 жовтня 2012 року Пефтієв був названий особою, пов'язаною з президентом Білорусі Олександром Лукашенком, а також його синами Віктором і Дмитром, який надає економічні консультації та є ключовим фінансовим спонсором. режиму в рамках своїх бізнес-інтересів у компаніях, які йому належать. За даними правозахисників, навіть після запровадження санкцій Пефтієв продовжував успішно вести бізнес у Європі, а його європейські партнери активно намагалися лобіювати зняття санкцій.
12 серпня 2011 року Пефтієв подав позов проти Ради до Європейського суду загальної юрисдикції. У команду, яка захищала Пефтієва, входили експерти в галузі прав людини: професор Єльського університету та колишній президент Міжамериканської комісії з прав людини Майкл Райсман, а також колишній директор кафедри міжнародного права Боннського університету Рудольф Дольцер. Інтереси Пефтієва також представляла юридична компанія Steptoe & Johnson. 9 грудня 2014 року Європейський суд загальної юрисдикції виніс рішення на користь Пефтієва та його компаній, скасувавши санкції та постановивши, що Рада Європейського Союзу не змогла довести свої припущення щодо зв'язку між Пефтієвим і Лукашенком.
У 2022 році Пефтієв потрапив під санкції Канади.

## Науково-технічна діяльність
Взяв участь у дослідженні та розробці ряду нових технологій у різних галузях і володіє багатьма патентами. У своїй роботі він співпрацював із такими білоруськими вченими, як Володимир Олександрович Катько та Сергій Володимирович Плетньов.

## Благодійна діяльність

### Спорт
Активно спонсорував спортивні проекти в Білорусі. Брала участь у створенні, підтримував та керував тенісним клубом, відповідальним за підготовку молодих білоруських спортсменок, таких як Ольга Говорцова та Катерина Деголевич. Пефтієв був головним спонсором олімпійської чемпіонки та першої ракетки світу Вікторії Азаренко, коли їй було 11-18 років.
Із 2009 по 2012 рік очолював Білоруську федерацію тенісу. Максим Мирний висловив подяку Пефтієву за роботу на посаді голови федерації тенісу.

### Релігійна спадщина
Внесок Пефтієва у збереження спадщини православного християнства відзначений нагородами православної церкви. Був провідним спонсором реставрації церкви в селі Тонеж (завершено у 2015 році), збудованої на місці нацистських злочинів.

### Історія та мистецтво
Він спонсорував і в деяких випадках був співавтором низки мистецтвознавчих та історичних публікацій, головним чином історичної серії «У пошуках втраченого» білоруського історика Володимира Лиходєдова, томи якої включають:
- «Тадеуш Костюшко» — про відомого політичного та військового діяча, який зробив внесок у становлення європейської та американської демократії.
- «Білорусь в об'єктиві німецького солдата» — про період Першої світової війни, коли частина сучасної Білорусі була окупована німецькими військами.
- «Адам Міцкевич» — про великого поета і патріота білоруського, польського та литовського народів.
- «Олександр Невський» — про православні храми на честь шанованого російського святого князя, побудовані на території низки європейських держав.
- «Державний банк Російської імперії на листівках кінця ХІХ — початку ХХ ст.».
- «Пам'ятники, присвячені Вітчизняній війні 1812 року».

Пефтієв також є співавтором тематичних видань:
- «1812: Хронологія Вітчизняної війни на старих листівках і графіці» — до 200-річчя російського походу Наполеона I і Вітчизняної війни 1812 року[37][38].
- «Святий рівноапостольний князь Володимир»[39][40][41].

У 2017 році видав книгу власних висловів «Афоризми комбінатора», передмову до якої написав Ентоні Кліффорд Грейлінг, британський філософ, автор понад 30 книг з філософії та гуманізму.
У 2020 році видав книгу «Цитати з ненаписаних романів і оповідань», з передмовою британського письменника Адама Робертса.
За участю Пефтієва ведеться робота з увічнення пам'яті білоруських воїнів, які загинули на території сучасної Білорусі під час повстань 19 століття, Вітчизняної війни 1812 року, Першої та Другої світових воєн. Було зібрано тисячі унікальних матеріалів, фотографій, документів і листів, багато з яких були представлені громадськості у 2012 році на виставці в Білоруському державному музеї історії Великої Вітчизняної війни.

## Виноски
1. 1 2 3 4  Чеська національна авторитетна база даних
2. 1 2  В белорусской деревне Тонеж освящен храм-памятник, установленный на месте сожженной нацистами церкви с верующими (рос.). Архів оригіналу за 7 грудня 2016. Процитовано 4 грудня 2016.
3. 1 2  Славное имя (рос.). Архів оригіналу за 20 грудня 2016. Процитовано 4 грудня 2016.
4. 1 2  Quotations From Stories Yet To Be Written (англ.).{{cite web}}:  Обслуговування CS1: Сторінки з параметром url-status, але без параметра archive-url (посилання)
5. 1 2  Council Decision 2011/357/CFSP of 20 June 2011 amending Decision 2010/639/CFSP concerning restrictive measures against certain officials of Belarus (англ.). Архів оригіналу за 18 грудня 2021. Процитовано 23 лютого 2021.
6. ↑  Российский бизнесмен купил белорусского экспортера вооружений «Белтехэкспорт» (рос.). Архів оригіналу за 28 листопада 2020. Процитовано 23 лютого 2021.
7. ↑  Бизнес-успехи Максима Мирного (рос.). Архів оригіналу за 28 листопада 2020. Процитовано 23 лютого 2021.
8. ↑  Velcom на перепродажу? (рос.). Архів оригіналу за 19 жніўня 2021. Процитовано 14 красавіка 2022.
9. ↑  Velcom был продан за 556 млн. долларов (рос.). Архів оригіналу за 2 снежня 2020. Процитовано 14 красавіка 2022.
10. ↑  Telekom Austria Group Finalizes Acquisition of Velcom as Agreed (англ.).{{cite web}}:  Обслуговування CS1: Сторінки з параметром url-status, але без параметра archive-url (посилання)
11. ↑  velcom окончательно становится A1. Что это значит для абонентов (рос.). Архів оригіналу за 17 красавіка 2021. Процитовано 14 красавіка 2022.
12. ↑  Belarus dictator’s ‘bagman’ Vladimir Peftiev, once a Malta resident, named in ICIJ’s Bahamas offshore leaks (англ.). Архів оригіналу за 18 серпня 2021. Процитовано 18 серпня 2021.
13. ↑  £18m London homes of Belarusian businessman (англ.). Архів оригіналу за 28 грудня 2020. Процитовано 23 лютого 2021.
14. ↑  Поўны спіс 208 беларускіх чыноўнікаў, якім забаронены ўезд у ЕС (біл.). Наша Ніва. 11 жовтня 2011. Архів оригіналу за 22 жовтня 2017.
15. 1 2  EUR-Lex — 32012D0642 — EN — EUR-Lex. eur-lex.europa.eu (англ.). Архів оригіналу за 22 серпня 2021. Процитовано 18 серпня 2021.
16. ↑  European Policy of Sanctions Runs into Trouble (англ.). Архів оригіналу за 22 січня 2021. Процитовано 23 лютого 2021.
17. ↑  Action brought on 12 August 2011 — Peftiev v Counci (англ.).
18. ↑  The Aim of Sanctions is to Hurt (англ.).
19. ↑  Judgment of the General Court (First Chamber) 9 December 2014 In Case T‑440/11 (англ.). Архів оригіналу за 29 листопада 2016. Процитовано 4 грудня 2016.
20. ↑  Judgment of the General Court (First Chamber) 9 December 2014 In Case T‑441/11 (англ.). Архів оригіналу за 20 грудня 2016. Процитовано 4 грудня 2016.
21. ↑  Judgment of the General Court (First Chamber) 9 December 2014 In Case T‑439/11 (англ.).
22. ↑  Канада ўвяла санкцыі супраць Тапузідзіса, Баскіна, Шакуціна і Пефціева. Новы Час (біл.). 6 красавіка 2022. Процитовано 12 красавіка 2023.
23. ↑  Method of combined treatment of maligant tumors (англ.).
24. ↑  Пефтиев Владимир Павлович (англ.). Архів оригіналу за 24 січня 2020. Процитовано 23 лютого 2021.
25. ↑  Владимир Пефтиев сменил Михаила Павлова на посту главы БТА (рос.). Архів оригіналу за 28 листопада 2020. Процитовано 23 лютого 2021.
26. ↑  Белорусский теннис возглавил руководитель «Белтехэкспорта» В.Пефтиев (рос.). Архів оригіналу за 14 вересня 2020. Процитовано 23 лютого 2021.
27. ↑  Спарринг-партнер Азаренко и тренер Волчкова: Редфу, «физика» и психология стали причинами кризиса, в котором находится экс-первая ракетка мира (рос.). Архів оригіналу за 20 снежня 2016. Процитовано 14 красавіка 2022.
28. ↑  «Наш теннис не отвечает Вике взаимностью». Бывшие боссы федерации тенниса — про Азаренко (рос.). Архів оригіналу за 1 жніўня 2019. Процитовано 14 красавіка 2022.
29. ↑  Шакутин сменил Пефтиева во главе Белорусской теннисной федерации (рос.). Архів оригіналу за 3 січня 2015. Процитовано 30 квітня 2012.
30. ↑  Белорусскую теннисную федерацию возглавил руководитель «Белтехэкспорта» (рос.). Архів оригіналу за 20 снежня 2016. Процитовано 14 красавіка 2022.
31. ↑  Max 'The Beast' Mirnyi Finally Rests (англ.). Архів оригіналу за 20 грудня 2018. Процитовано 23 лютого 2021.
32. ↑  На какие средства живет белорусская церковь (рос.). Архів оригіналу за 28 лістапада 2020. Процитовано 14 красавіка 2022.
33. ↑  Пефтиев профинансировал восстановление храма в «полесской Хатыни» (рос.). Архів оригіналу за 20 снежня 2016. Процитовано 14 красавіка 2022.
34. ↑  Memorial church on the cite of the original one burned down by Nazis is consecrated in Belarus (рос.). Архів оригіналу за 18 квітня 2017. Процитовано 4 грудня 2016.
35. ↑  Уладзімір Ліхадзедаў: «Мару стварыць прыватны музей кнігадрукавання» (біл.). Архів оригіналу за 20 грудня 2016. Процитовано 4 грудня 2016.
36. ↑  Спажыва для розуму і душы (біл.). Архів оригіналу за 8 вересня 2020. Процитовано 23 лютого 2021.
37. ↑  Запечатленные моменты славы (рос.). Архів оригіналу за 20 грудня 2016. Процитовано 3 грудня 2016.
38. ↑  Национальная книжная палата Беларуси (рос.). Архів оригіналу за 20 грудня 2016. Процитовано 4 грудня 2016.
39. ↑  Полоцкую епархию посетил Уполномоченный по делам религий и национальностей Республики Беларусь (рос.). Архів оригіналу за 20 грудня 2016. Процитовано 4 грудня 2016.
40. ↑  Известные коллекционеры издали альбом в честь святого равноапостольного князя Владимира (рос.). Архів оригіналу за 20 грудня 2016. Процитовано 4 грудня 2016.
41. ↑  Ревнителям белорусской культуры (рос.). Архів оригіналу за 4 грудня 2020. Процитовано 23 лютого 2021.
42. ↑  Maxims of a Man of Schemes (англ.). Архів оригіналу за 7 листопада 2017. Процитовано 7 листопада 2017.
43. ↑  Maxims of a Man of Schemes (English and Russian Edition) (англ.). Архів оригіналу за 7 листопада 2017. Процитовано 7 листопада 2017.
44. ↑  Aforizmy kombinatora (англ.).
45. ↑  Quotations From Stories Yet To Be Written (англ.).
46. ↑  В Минске открылась выставка гравюр с участием экспонатов из коллекции Пефтиева (рос.).
47. ↑  Скажи-ка, дядя, ведь недаром! (рос.). Архів оригіналу за 20 грудня 2016. Процитовано 4 грудня 2016.